# Réo
Réo é uma cidade burquinense, capital da província de Sanguié. Em 2012, sua população estava próximo de 31 174 habitantes.